# Festival international du film de La Roche-sur-Yon
Le Festival international du film de La Roche-sur-Yon est un festival de cinéma créé en 2002 sous le nom de festival « En route vers le monde ». Renouvelé et renommé en 2010, il se déroule chaque année à la mi-octobre durant une semaine dans la ville de La Roche-sur-Yon en Vendée.

## Historique
En 2009, l'Établissement public de coopération culturelle cinématographique yonnais (EPCCCY) est chargé d'insuffler un nouvel élan au festival « En route vers le monde » qui existait depuis 2002 et repense entièrement cet événement, en lui donnant une nouvelle orientation.
De 2010 à 2014, Yannick Reix (directeur de l'EPCCCY) est le délégué général du festival et Emmanuel Burdeau le responsable de la programmation. En février 2014, Paolo Moretti est chargé de la direction artistique du festival et du cinéma Le Concorde. En février 2020, Charlotte Serrand lui succède.

## Programmation
Cette manifestation, mêle films inédits, œuvres emblématiques, documentaires et fictions. Chaque année, le festival propose une compétition internationale qui s’inscrit dans une démarche d’aide à la diffusion de films novateurs. À travers le regard des auteurs et les points de vue originaux qu'ils proposent sur le monde, les festivaliers peuvent explorer et redécouvrir la création cinématographique.
Depuis l'édition 2014, les films de la sélection sont présentés en avant-première ou en première française.

### Invités d'honneur
- 2010 : Mathieu Amalric
- 2011 : Walter Murch et James L. Brooks
- 2012 : Nobuhiro Suwa
- 2013 : Kelly Reichardt
- 2014 : Christophe Honoré
- 2015 : Vincent Lindon
- 2016 : Bruno Podalydès
- 2017 : Michel Gondry
- 2018 : Karin Viard
- 2019 : Lambert Wilson
- 2020 : Éric Judor
- 2021 : Adèle Exarchopoulos
- 2022 : Andrea Arnold
- 2023 : Emmanuelle Devos

### Rétrospectives
- 2010 : Kathryn Bigelow, Abel Ferrara, Mathieu Amalric, Monte Hellman.
- 2011 : James L. Brooks, Jia Zhangke, Bertrand Bonello et Michel Hazanavicius (tous deux programmateurs invités).
- 2012 : Benoît Delépine et Gustave Kervern, Miguel Gomes, Jean-Pierre Léaud, Nobuhiro Suwa.
- 2013 : Kelly Reichardt, Roee Rosen, Xavier Beauvois et Nicolás Pereda.
- 2014 : Christophe Honoré, Auguste Orts.
- 2015 : Noémie Lvovsky, Franco Piavoli.
- 2016 : Bruno Podalydès.
- 2017 : Michel Gondry, David OReilly.

### Projection de films inédits en France
- 2011 : Shinji Aoyama
- 2016 : Paris pieds nus, Lion, De Palma, Indignation, Thelma et Louise (version restaurée), David Lynch : The art life, Parents (Christian Tafdrup 2016), Where is Rocky II?, Scream (version restaurée), Une jeune fille de 90 ans, Tower (Keith Maitland 2016), Our Huff and Puff Journey (Daigo Matsui 2015), Manchester by the Sea, Les Beaux Jours d'Aranjuez, Alter Senator (Willehad Eilers 2015), Aloys (Tobias Nölle 2016), Une vie, Presenting Princess Shaw (Ido Haar 2015), Sopladora de Hojas (Alejandro Iglesias Mendizábal, 2015), Love Streams (version restaurée), Certain Women, Nous nous marierons (Dan Uzan 2016), All These Sleepless Nights (Michal Marczak 2016), The Ones Below, B-ROLL with Andre (James N. Kienitz Wilkins 2016), Bodkin Ras (Kaweh Modiri 2016), Un amour d'été (Jean-François Lesage 2015), The Challenge (Yuri Ancarani 2016), The Giant (Johannes Nyholm 2016), Icaros: A Vision (Matteo Norzi, Leonor Caraballo 2016), L'Ornithologue, The Birth of a Nation, The Eyes of My Mother (Nicolas Pesce 2016)[4].

## Palmarès de la compétition internationale

### Palmarès 2010
- Composition du jury : Monte Hellman (président), Nathalie Richard, André S. Labarthe, Laurence Ferreira Barbosa, Pietro Marcello et Noëlle Pujol
- Grand prix du jury : Putty Hill de Matt Porterfield
- Mention spéciale du jury : Le Braqueur de Benjamin Heisenberg
- Prix de la presse : Cefalopo de Rubén Imaz Castro
- Prix du public / Ouest-France : Le Braqueur de Benjamin Heisenberg

### Palmarès 2011
- Composition du jury : Ingrid Caven (présidente), Denis Côté, Célia Houdart, Bernard Marcadé et Matt Porterfield.
- Grand prix du jury : La vida util de Federico Veiroj
- Mention spéciale du jury : Aita de José Maria De Orbe
- Prix de la presse : Aita de José Maria De Orbe
- Prix du public / Ouest-France : Le Jour de la grenouille de Béatrice Pollet

### Palmarès 2012
- Composition du jury :  Caroline Champetier (présidente), Marina Déak, Nathalie Léger, Melvil Poupaud, Bettina Steinbrügge
- Grand prix du jury : Los mejores temas de Nicolás Pereda
- Prix de la ville de la Roche-sur-Yon : Francine de Brian Cassidy et Melanie Shatzky
- Prix de la presse : Tomorrow d'Andrey Gryazev
- Prix du public : Aujourd'hui d'Alain Gomis

### Palmarès 2013
- Composition du jury : Amira Casar (présidente), Carlo Chatrian, Mirwais, Jean Narboni et Justine Triet.
- Grand prix du jury CINÉ+ : Computer Chess d'Andrew Bujalski
- Mention spéciale du jury : Emperor visits the hell de Luo Li
- Prix de la presse : Computer Chess d'Andrew Bujalski
- Prix du public : L'Homme-Fusée de Vincent Gérard et Cédric Laty

### Palmarès 2014
- Composition du jury : Lech Kowalski, Jean-Pierre Rehm, Rebecca Zlotowski, Thierry de Peretti, Valentina Novati
- Grand prix du jury Ciné+ : Another Year d'Oxana Bychkova
- Mention spéciale du jury : Ariane Labed dans Fidelio, l'odyssée d'Alice et Bertrand Bonello dans Le Dos rouge
- Composition du jury Nouvelles Vagues : Gabriel Abrantes, Virgil Vernier, Rebecca De Pas
- Prix Nouvelles Vagues : Fort Buchanan de Benjamin Crotty et Atlantis de Ben Russell
- Prix du public : Vincent n'a pas d'écailles de Thomas Salvador
- Prix lycéen : Bébé tigre de Cyprien Vial

### Palmarès 2015
- Composition du jury : Philippe Azoury, Françoise Lebrun, Eva Sangiorgi
- Grand prix du jury Ciné+ : Bella e perduta de Pietro Marcello
- Mention spéciale du jury : Güeros d'Alonso Ruizpalacios
- Composition du jury Nouvelles Vagues : James Lattimer, Judith Lou Levy, Salomé Lamas
- Prix Nouvelles Vagues : Tangerine de Sean S. Baker
- Mention spéciale du jury Nouvelles Vagues : Mate-Me por Favor d'Anita Rocha da Silveira
- Prix du public : Tempête de Samuel Collardey
- Prix trajectoires : ex æquo Güeros d'Alonso Ruizpalacios

### Palmarès 2016
- Composition du jury : Muriel Merlin (présidente), Antoine Barraud, Anne Delseth, Elina Löwensohn
- Grand prix du jury Ciné+ : Problemski Hotel de Manu Riche
- Prix spécial du jury : Une vie de Stéphane Brizé
- Composition du jury Nouvelles Vagues : Antoine Thirion, Patric Chiha, Rachel Lang
- Prix Nouvelles Vagues : ex æquo Kate Plays Christine de Robert Greene et Where Is Rocky II ? de Pierre Bismuth
- Prix du public : Manchester by the Sea  de Kenneth Lonergan
- Prix trajectoires : Brothers d'Aslaug Holm
- Mention spéciale du jury trajectoires: Girls Asleep de Rosemary Myers

### Palmarès 2017
- Composition du jury : Elsa Charbit, Jean des Forêts, Andy Gillet[5]
- Prix spécial du jury : Call Me by Your Name de Luca Guadagnino
- Grand prix du jury Ciné+ : Have a Nice Day de Liu Jian
- Mention de la compétition internationale : Winter Brothers de Hlynur Pálmason
- Composition du jury Nouvelles Vagues : Alessandro Comodin, Benjamin Crotty, Céline Pimentel
- Prix Nouvelles Vagues : Taste of Cement de Ziad Kalthoum
- Mention spéciale du jury Nouvelles Vagues : Os Humores Artificiais de Gabriel Abrantes
- Prix trajectoires : Borg vs. McEnroe de Janus Metz Pedersen
- Prix du public : Trois Billboards : Les Panneaux de la vengeance de Martin McDonagh

### Palmarès 2018
- Composition du jury : Marie-Ange Luciani, Nadav Lapid, Giona A. Nazzaro[6]
- Grand prix du jury Ciné+ : What You Gonna Do When the World's on Fire? de Roberto Minervini
- Prix spécial du jury : ex æquo La Favorite de Yorgos Lanthimos et Profile de Timour Bekmambetov[7]
- Composition du jury Nouvelles Vagues : Adina Pintilie, Eduardo Williams, César Vayssié[6]
- Prix Nouvelles Vagues : D'un château, l’autre d'Emmanuel Marre
- Mentions spéciales du jury Nouvelles Vagues : Ne coupez pas ! de Shinichiro Ueda et Le Discours d'acceptation glorieux de Nicolas Chauvin de Benjamin Crotty
- Prix trajectoires : Drapeaux de papiers de Nathan Ambrosioni
- Prix du public : Drapeaux de papiers de Nathan Ambrosioni[7]

### Palmarès 2019
- Composition du jury : Lionel Baier, Lolita Chammah, Nicolas Pariser

### Palmarès 2020
- Composition du jury : Agathe Bonitzer, Lucie Borleteau, Guillaume Brac